# Drosera kaieteurensis
Drosera kaieteurensis är en sileshårsväxtart som beskrevs av Brumm.-ding. Drosera kaieteurensis ingår i släktet sileshår, och familjen sileshårsväxter.
Artens utbredningsområde är:
- Guyana.
- Trinidad och Tobago.
- Venezuela.

Inga underarter finns listade i Catalogue of Life.

## Bildgalleri

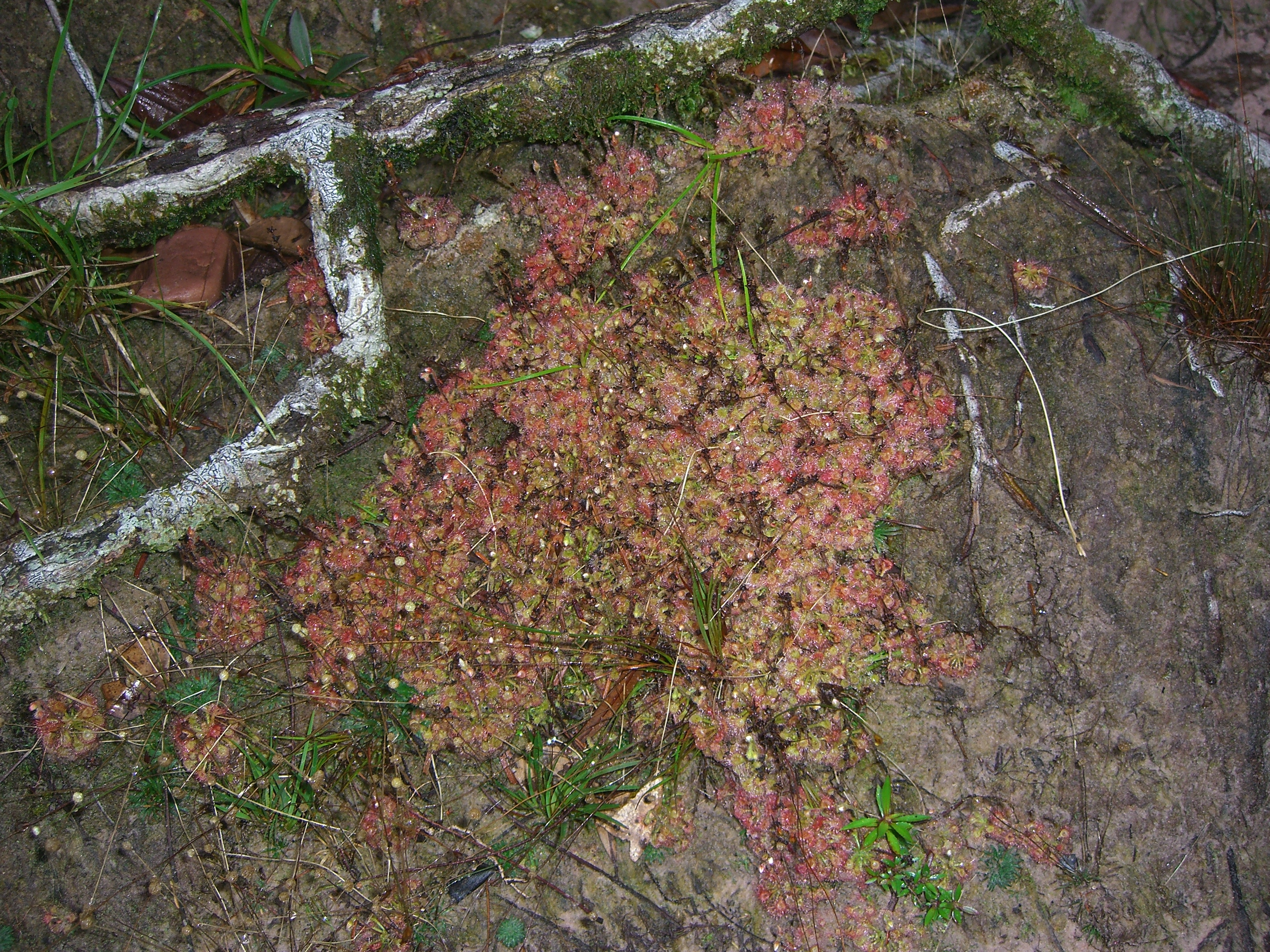
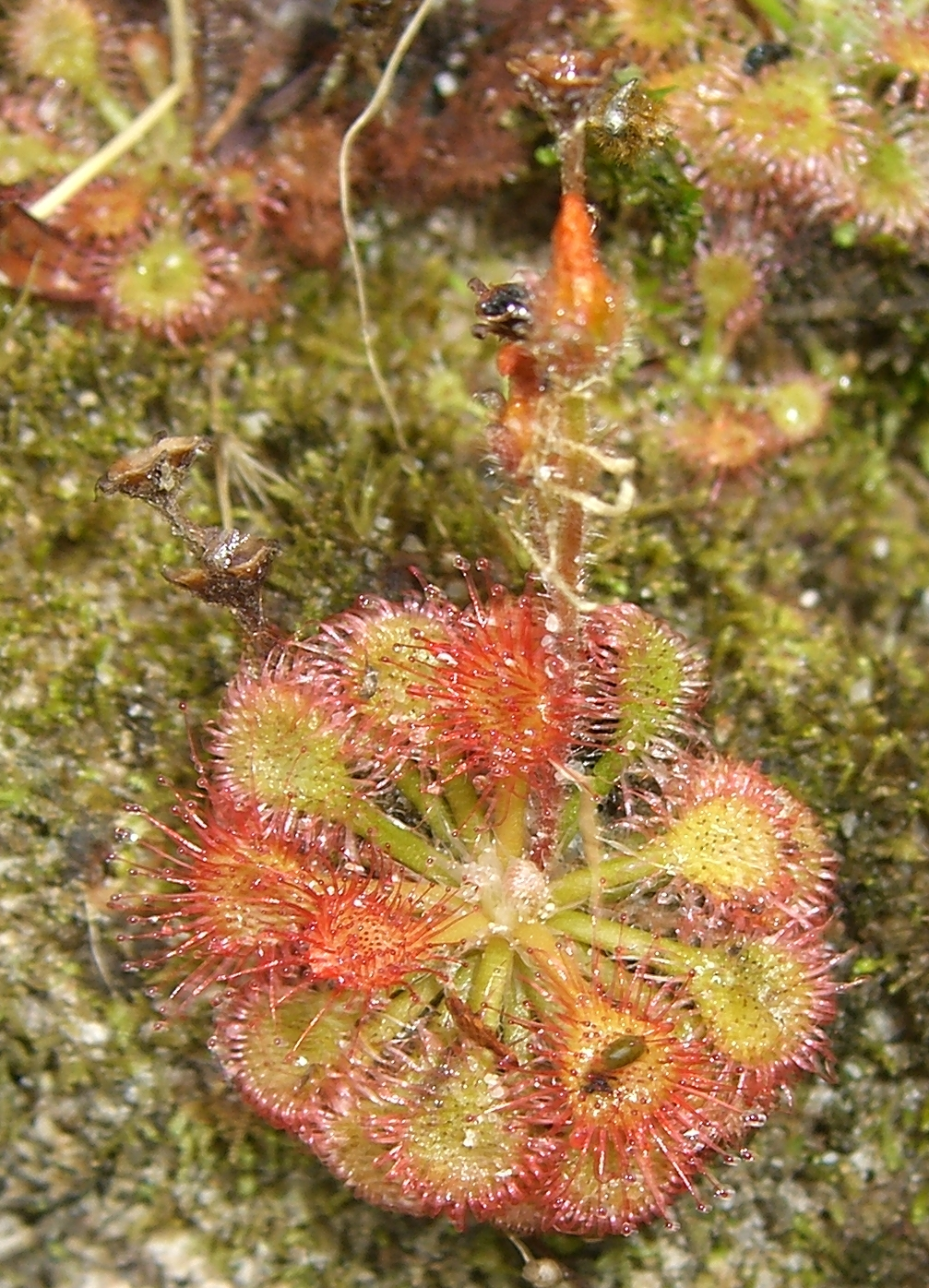
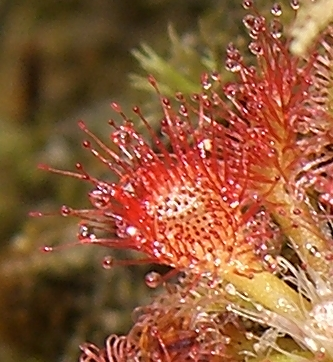
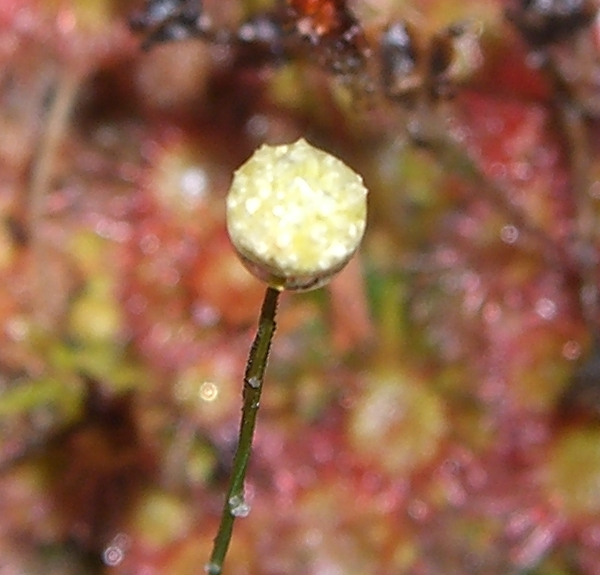
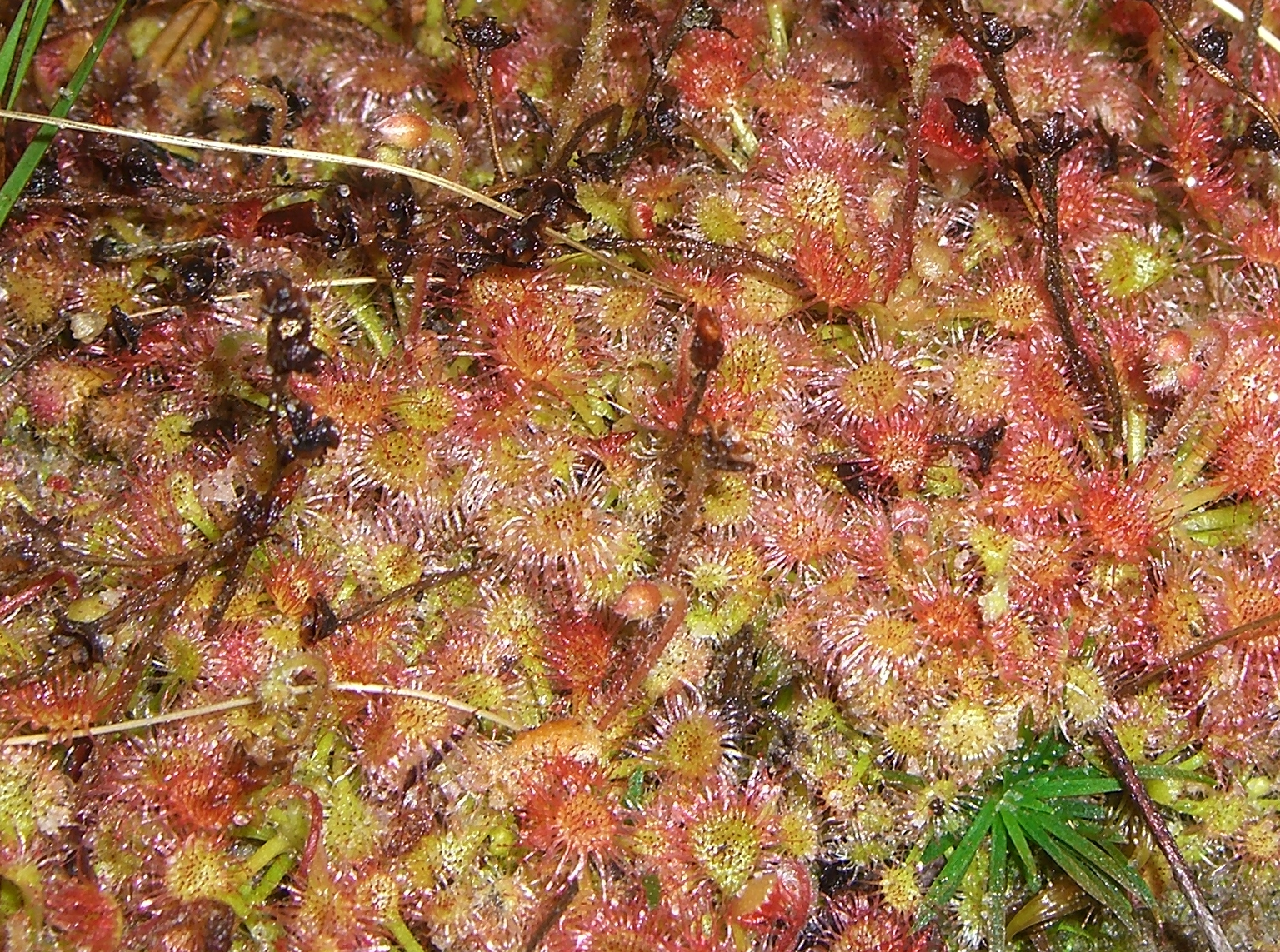
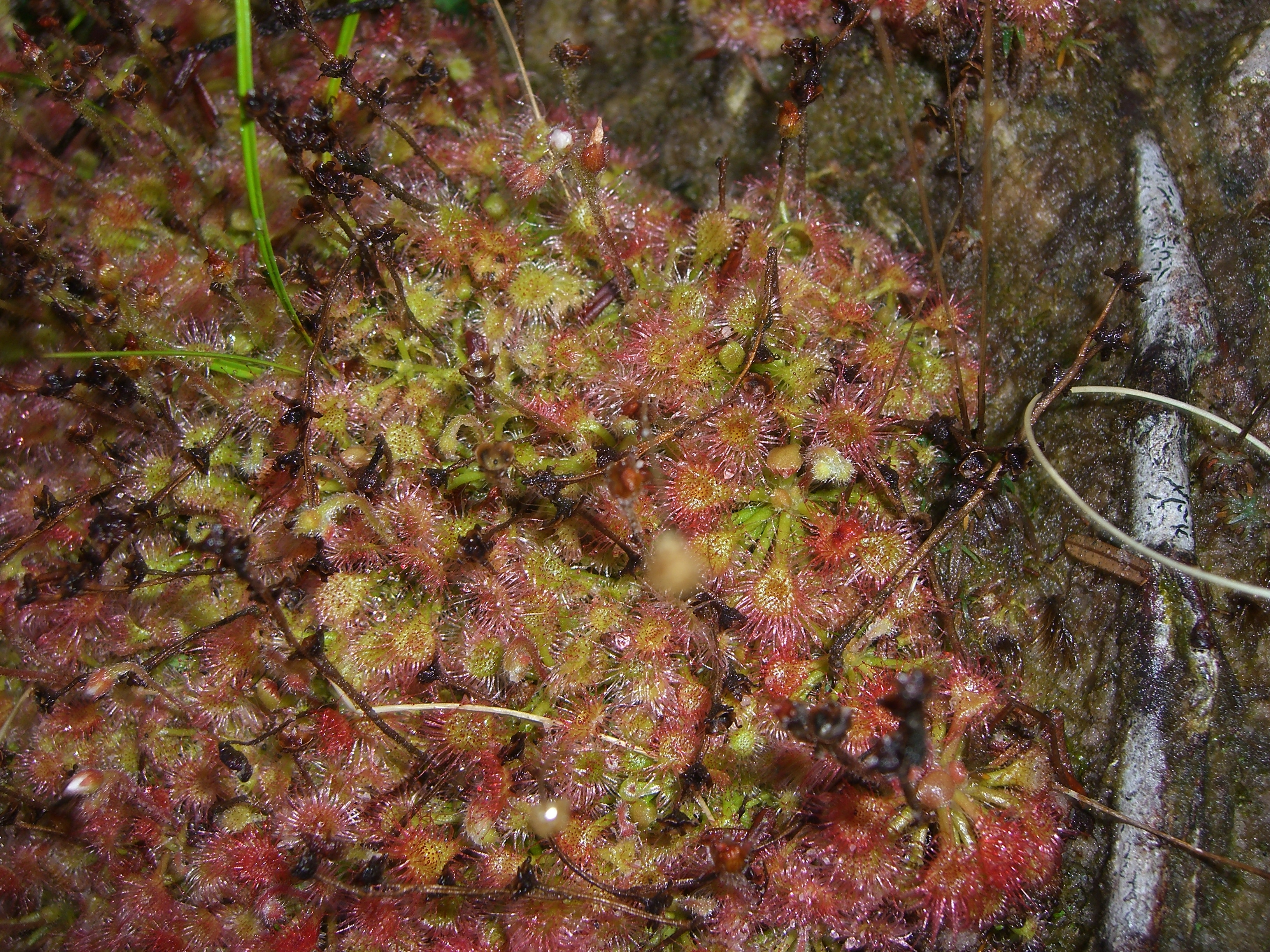